# OGN 엔투스
OGN 엔투스(OGN ENTUS)는 대한민국의 前 종합 프로게임단이다. 과거에는 워크래프트 3, 스타크래프트, 스타크래프트 II, 스페셜포스 2, 리그 오브 레전드, 서든어택, 클래시 로얄, 배틀그라운드 종목을 운영하였다. 2020년 11월 30일, 모기업 CJ ENM의 OGN 운영 포기로 인해 마지막으로 남은 배틀그라운드 팀이 해체되면서 최종적으로 해체되었다.

## 개요
자율적인 연습 분위기와 과묵한 팀컬러로 유명했다. 초창기 멤버인 김동준, 임성춘, 최인규, 김정민, 이재훈, 김근백 등을 시작으로 서지훈, 강민, 전상욱, 박태민, 이주영, 변형태, 박영민을 거쳐 김정우, 조병세, 진영화, 한상봉, 신동원 등 많은 유명선수를 발굴 및 배출한 전통 명문팀이었다.
비기업팀이었던 기간이 길었던지라 다른 팀으로의 선수이적이 잦았다. 최인규와 김근백이 삼성 갤럭시로, 김정민과 강민이 KT 롤스터로, 전상욱과 박태민이 T1으로 이적하고 김동준과 임성춘이 해설자로 전향하는 등 매 이적 및 은퇴가 이루어질 때마다 전력손실의 우려도 적지 않았다. 그러나 명장 조규남 감독의 선수발굴 및 관리 등 지도력과 함께 주력 선수들의 이적을 전력손실이 아닌 신인들의 기회로 삼아 수위를 유지했고, 잦은 이적에도 전력을 꾸준히 상승시키며 전통의 강호로 자리잡았다.
좋은 기량의 선수진과 상위권 성적에도 불구하고 장기간 후원이나 창단계약은 없고 보유 선수만 자본구단으로 이적해가자 비판받은 적이 있었다. 그러나 조규남 감독은 팀이 선수들의 앞길을 가로막아서는 안 된다는 신조 하에 이적을 막지 않았고, 오히려 보유선수들이 더 좋은 환경으로 옮겨가 당당히 대우를 받으며 게임할 수 있는 것을 만족으로 여겼다고 한다. 그리고 조규남 감독 자신도 팀의 비후원 상황이 장기간 이어지자 보유한 선수들을 더 이상 얽매지 않기 위해 2006년 2월에는 1개월 안에 스폰서가 잡히지 않으면 해체하기로 했다고 한다.그렇게 배수진을 치자 20개 기업과 접촉하게 되는 등 상황이 진전 되어 동년 4월에 CJ와 창단계약이 성사 되었고, 팀은 대기업의 대우와 함께 존속하게 되었다.
개인전과 단체전 양쪽에서 좋은 성적을 내왔는데, 특히 프로리그에서도 개인전에서 강한 면모를 보여왔다. 프로리그 통합 이전 MBC게임의 단체전 리그였던 개인전 위주의 팀배틀 방식인 팀리그에서는 최다우승 및 최다입상 (3회 우승, 1회 준우승, 1회 3위)의 기록 또한 가지고 있고, 최근에 펼쳐진 프로리그내의 팀리그 방식인 위너스 리그에서도 9승 2패라는 엄청난 성적으로 결승에 직행했고, 급기야 최근에는 조병세가 0:3으로 밀리던 팀에게 4:3으로 팀리그 결승전 사상 최초의 역올킬로 팀에게 우승컵을 안겨주는 등 팀리그에는 유독 강한 모습을 잘 보여주었다.
하지만 신한은행 프로리그 09-10 시즌에서 6위에 그쳤고, 포스트시즌에서도 SKT T1에게 패배하는 등 하향세를 보였다. (하지만 CJ 소속 김정우 선수가 대한항공 스타리그에서 우승)
그리고 2010년 조규남 감독의 자진사퇴와 팀 내 독보적인 에이스였던 김정우의 돌연 은퇴, 마재윤이 승부조작 사건 가담으로 인해 영구제명을 당하면서 CJ 엔투스가 어찌될지 모두가 주목하였고, CJ 엔투스는 CJ의 온미디어 인수로 인해 모기업이 같아지고 스타크래프트 승부조작 사건에 주축 선수 다수가 연루된 하이트 스파키즈와 합병함으로써 하이트 엔투스로 변모한다.
하이트 엔투스라는 이름은 5월에 하이트와의 스폰서 계약이 만료되면서 CJ 엔투스라는 이름으로 복귀한다. CJ 엔투스라는 팀 이름으로 복귀하고 첫 경기는 위메이드 폭스와 상대하였다.
2011년 6월 26일 STX를 상대로 4:2로 승리하면서 종합성적 2위로 플레이오프에 진출하게 되었다. 플레이오프에서 KT와 격돌하게 된 CJ는 선수들이 큰 기량을 보이지 못하고 2패를 기록하며 결승 진출에 아쉽게 실패한다.
2012년 4월 8일 처음으로 열린 스페셜포스2 프로리그에서 숙적 SK텔레콤 T1을 3:0으로 퍼펙트하게 제압하고 팀 최초로 스포리그 우승을 차지하였다.
CJ는 2009년부터 무려 6시즌 연속으로 포스트시즌에 진출하였다. SK플래닛 프로리그 시즌2 플레이오프에서 숙적 SK텔레콤 T1을 2:0으로 완벽하게 꺾으며, 약 5년 만에 결승전에 진출하는데 성공한다.
2012년 9월 22일 SK플래닛 스타크래프트 프로리그 시즌2 결승전에서 삼성 갤럭시를 4:1(스타1 2:0 , 스타2 2:1)로 제압하며, 창단 이후 첫 우승이자 G.O 시절 이후로는 8년만에 프로리그 통산 2번째 우승을 차지했다.
2016년 10월 스타크래프트 프로리그가 폐지되면서 스타크래프트 II 종목 팀 해체를 발표하였다.
2017년 12월 27일 OGN의 모기업인 CJ E&M이 한국e스포츠협회를 탈퇴하면서 리그 오브 레전드 종목 팀도 해체를 공식 선언했다.
2017년 12월 14일 배틀그라운드 프로게임단이 공식 창단을 발표했다.
2018년 2월 1일 팀명을 OGN 엔투스로 변경했다.
그리고 2020년 11월 28일 CJ ENM의 OGN 운영 종료 및 매각이 결정되면서 배틀그라운드 프로게임단도 해체를 발표했고 이틀 후인 11월 30일 OGN 엔투스는 창단 19년만에 역사의 뒤안길로 사라졌다.

## 연혁

### 스타크래프트, 스타크래프트 II
- 2001년 4월 프로슈머 팀이 시초
- 2001년 9월 게임아이와 계약으로 게임아이 이노츠로 개칭.
- 2002년 4월 게임아이 부도 이후 GO(Greatest One) 팀 창단.
- 2003년 6월 계몽사배 MBC게임 팀리그 우승
- 2003년 8월 KTF EVER컵 프로리그 4위
- 2003년 9월 슈마 일렉트론과 스폰서 계약으로 슈마 GO(SUMA GO)로 팀명 변경.
- 2003년 10월 LIFE ZONE MBC게임 팀리그 우승
- 2004년 1월 LG IBM MBC게임 팀리그 3위
- 2004년 2월 네오위즈 피망 온게임넷 프로리그 우승
- 2004년 7월 SKY 프로리그 2004 1라운드 4위
- 2004년 8월 투싼배 MBC게임 팀리그 준우승
- 2004년 9월 슈마 일렉트로닉과 계약 만료.G.O.(Greatest One)로 팀명 변경.
- 2005년 1월 SKY 프로리그 2004 3라운드 공동 3위
- 2005년 3월 MBC무비스배 MBC 게임 팀리그 우승
- 2005년 7월 SKY 프로리그 2005 전기리그 3위
- 2005년 10월 KTF bigi KOREA e-sports 2005 스타크래프트 부문 4위
- 2006년 1월 SKY 프로리그 2005 후기리그 4위
- 2006년 1월 SKY 프로리그 2005 그랜드파이널 3위
- 2006년 4월 CJ 프로게임단 창단
- 2006년 5월 CJ 엔투스로 팀명 변경
- 2006년 7월 SKY 프로리그 2006 전기리그 3위
- 2007년 1월 SKY 프로리그 2006 후기리그 준우승
- 2008년 1월 신한은행 프로리그 2007 후기리그 준우승
- 2009년 3월 신한은행 위너스리그 08-09 우승
- 2009년 8월 신한은행 프로리그 08-09 3위
- 2010년 7월 신한은행 프로리그 09-10 6강
- 2010년 10월 하이트 스파키즈 합병, 하이트 엔투스로 팀명 변경
- 2011년 3월 신한은행 위너스리그 10-11 4위
- 2011년 5월 네이밍 스폰서 종료,CJ 엔투스로 팀명 복귀
- 2011년 7월 신한은행 프로리그 10-11 3위
- 2012년 3월 SK플래닛 스타크래프트 프로리그 시즌1 4위
- 2012년 9월 SK플래닛 스타크래프트2 프로리그 시즌2 우승
- 2013년 2월 2012 대한민국 e스포츠 대상 스타크래프트: 부르드워 최우수 프로게임단상
- 2013년 2월 2012 대한민국 e스포츠 대상 스타크래프트2 최우수 프로게임단상
- 2014년 3월 SK텔레콤 스타크래프트 II 프로리그 2014 2라운드 3위
- 2014년 5월 SK텔레콤 스타크래프트 II 프로리그 2014 3라운드 준우승
- 2014년 7월 SK텔레콤 스타크래프트 II 프로리그 2014 4라운드 3위
- 2014년 7월 SK텔레콤 스타크래프트 II 프로리그 2014 통합 공동 3위
- 2015년 2월 SK텔레콤 스타크래프트 II 프로리그 2015 1라운드 3위
- 2015년 4월 SK텔레콤 스타크래프트 II 프로리그 2015 2라운드 우승
- 2015년 6월 SK텔레콤 스타크래프트 II 프로리그 2015 3라운드 4위
- 2015년 9월 SK텔레콤 스타크래프트 II 프로리그 2015 4라운드 3위
- 2015년 9월 SK텔레콤 스타크래프트 II 프로리그 2015 통합 3위
- 2016년 5월 SK텔레콤 스타크래프트 II 프로리그 2016 2라운드 4위
- 2016년 5월 SK텔레콤 스타크래프트 II 프로리그 2016 3라운드 3위
- 2016년 10월 CJ 엔투스 스타크래프트II 프로게임단 해체

### 리그 오브 레전드
- 2012년 2월 17일 LoL 인비테이셔널 우승
- 2012년 5월 19일 아주부 더 챔피언스 스프링 2012 우승 (블레이즈)
- 2012년 5월 19일 아주부 더 챔피언스 스프링 2012 준우승 (프로스트)
- 2012년 5월 24일 거품게임단을 인수하면서 창단
- 2012년 9월 8일 아주부 더 챔피언스 서머 2012 우승 (프로스트)
- 2012년 11월 5일 MLG 2012 폴 시즌 챔피언십 우승 (블레이즈)
- 2013년 2월 2일 올림푸스 더 챔피언스 스프링 2012 준우승 (프로스트)
- 2013년 3월 9일 IEM 시즌 7 월드 챔피언십 우승 (블레이즈)
- 2013년 3월 9일 IEM 시즌 7 월드 챔피언십 준우승 (프로스트)
- 2013년 12월 1일 WCG 2013 금메달 (블레이즈)
- 2014년 1월 18일 ZOTAC NLB 윈터 2013-2014 우승 (블레이즈)
- 2014년 5월 17일 빅파일 NLB 스프링 2014 우승 (프로스트)
- 2015년 11월 14일 2015 네이버 LoL KeSPA컵 준우승
- 2017년 4월 21일 리그 오브 레전드 챌린저스 코리아 스프링 2017 준우승
- 2017년 8월 25일 리그 오브 레전드 챌린저스 코리아 서머 2017 우승
- 2017년 12월 27일 CJ 엔투스 리그 오브 레전드 프로게임단 해체

### 스페셜포스2
- 2012년 4월 생각대로T SF2 프로리그 시즌1 우승(SK텔레콤 3:0)
- 2012년 9월 4G LTE 스페셜포스2 프로리그 시즌2 3위

### 배틀그라운드

#### OGN 엔투스 에이스
- 2018년 1월 12일 AfreecaTV PUBG리그 파일럿 시즌 스플릿 2 3위
- 2018년 1월 29일 AfreecaTV PUBG리그 파일럿 시즌 스플릿 3 우승
- 2018년 2월 3일 AfreecaTV PUBG리그 파일럿 시즌 스플릿 파이널 4위
- 2018년 2월 11일 PUBG 서바이벌 시리즈 베타 파이널 우승
- 2018년 3월 4일 스타시리즈 i-리그 PUBG 7위
- 2018년 3월 25일 PGL PUBG 스프링 인비테이셔널 2018 9위
- 2018년 9월 3일 스타시리즈 i-리그 PUBG 시즌 2 파이널 준우승

#### OGN 엔투스 포스
- 2017년 12월 20일 아프리카TV PUBG리그 파일럿 시즌 스플릿 1 7위
- 2018년 1월 29일 아프리카TV PUBG 리그 파일럿 시즌 스플릿 3 9위
- 2018년 2월 3일 아프리카TV PUBG 리그 파일럿 시즌 스플릿 파이널 19위
- 2018년 4월 7일 카카오TV PUBG #1 클럽 매치 우승
- 2018년 6월 30일 아프리카TV PUBG 리그 시즌 2 우승
- PUBG 코리아 리그 2018 시즌 1 3위
- 2018년 8월 20일 서울컵 OGN 슈퍼매치 크레센트 Day 1 우승
- 2018년 8월 26일 서울컵 OGN 슈퍼매치 메인 매치 3위
- 2018년 10월 12일 KT 기가 인터넷 PUBG 코리아 리그 2018 Week 2 우승
- 2018년 11월 23일 KT 기가 인터넷 PUBG 코리아 리그 2018 정규시즌 준우승
- 2018년 12월 12일 KT 기가 인터넷 PUBG 코리아 리그 2018 파이널 5위
- 2019년 1월 13일 PUBG 아시아 인비테이셔널 2019 준우승
- 2019년 3월 23일 2019 핫식스 PUBG 코리아 리그 페이즈 1 4위
- 2019년 4월 22일 페이스잇 글로벌 서밋: PUBG 클래식 4위
- 2019년 6월 29일 2019 핫식스 PUBG 코리아 리그 페이즈 2 10위

### 클래시로얄
- 2019년 클래시로얄 리그 월드 파이널 진출
- 2019년 클래시로얄 리그 아시아 S2 우승

## 역대 팀 명칭
- 프로슈머 - 게임아이 이노츠 - GO(Greatest One) - 슈마 GO - GO - CJ 프로게임단 - CJ 엔투스 - 하이트 엔투스 - CJ 엔투스 - OGN 엔투스

## 역대 팀 감독

### 스타크래프트, 스타크래프트 II
- 1대 감독 : 조규남 (재임 기간 : 2001년 ~ 2010년)
  - 감독 대행 : 김동우 (재임 기간 : 2010년 8월 ~ 2010년 10월)
- 2대 감독 : 김동우 (재임 기간 : 2010년 ~ 2013년 7월 22일)
- 3대 감독 : 박용운 (재임 기간 :2013년 7월 22일 ~ 2015년 11월 4일)
- 4대 감독 : 권수현 (재임 기간 :2015년 11월 27일 ~ 2016년 10월 19일)

### 리그 오브 레전드
- 초대 감독 : 강현종 (재임 기간 :2013년 2월 ~ 2015년 11월)
- 2대 감독 : 박정석 (재임 기간 :2015년 12월 ~ 2017년 5월)
- 3대 감독 : 채우철 (재임 기간 :2017년 5월 ~ 2017년 11월)

### 배틀그라운드
- 초대 감독 : 권수현 (재임 기간 : 2017년 12월 ~ 2018년 11월

## 주요 종목
- 배틀그라운드

## 우승 기록
- 계몽사배 MBC게임 팀리그
- 라이프존 MBC게임 팀리그
- 네오위즈 피망배 온게임넷 프로리그
- MBC 무비스배 MBC게임 팀리그
- 신한은행 위너스리그 08-09
- 생각대로T 스페셜 포스2 프로리그 시즌 1
- SK플래닛 스타크래프트2 프로리그 시즌2
- IEM7 월드 챔피언십 (CJ 엔투스 블레이즈)
- Zotec NLB Winter 2013~2014 (CJ 엔투스 블레이즈)
- SK텔레콤 스타크래프트 II 프로리그 2015 2라운드
- 빅파일 NLB Spring 2014
- 2017 LoL 챌린저스 코리아 서머
- 아프리카TV PUBG 리그 파일 에이스)
- 카카오TV PUBG #1 클럽 매치 (OGN 엔투스 포스)
- 아프리카TV PUBG 리그 시즌 2 (OGN 엔투스 포스)
- 2019 핫식스 PUBG 코리아 리그 페이즈 3

## 참조
1. ↑  “"CJ 창단 조규남 감독 인터뷰" 파이터포럼”. 2013년 11월 4일에 원본 문서에서 보존된 문서. 2015년 8월 3일에 확인함.
2. ↑  name="go2"